# Senaki
Senaki (en georgiano: სენაკი; en megreliano: სანაკი, lit. 'nueve fuentes') es una ciudad de Georgia ubicada en el centro de la región de Mingrelia-Alta Esvanetia, siendo la capital del municipio homónimo. La ciudad también es la sede del metropolitano de la eparquía de Senaki y Chjorotsju de la Iglesia ortodoxa de Georgia.

## Toponimia
Según Suljan-Saba Orbeliani el nombre de "Senaki" (en georgiano: სენაკი) significa "habitación pequeña" o "capilla" en georgiano. De 1935 a 1976, la ciudad se llamó Mika Tskakaya, en honor al líder revolucionario bolchevique georgiano Mijáil Tsjakaya. En 1976, el nombre se simplificó a Tsjakaya, pero después de 1989 la ciudad recuperó su nombre original.

## Geografía
Senaki se encuentra en la orilla de río Tejuri, a 294 kilómetros de Tbilisi.

## Historia
El nombre geográfico "Senaki" aparece por primera vez en el siglo XVII en referencia al antiguo asentamiento comercial y la catedral en la orilla derecha del río Tejuri. Históricamente fue un centro administrativo del uyezd de Senaki, parte de la gobernación de Kutaisi. Tras el inicio de la construcción de la línea ferroviaria Poti-Tbilisi (1872), el centro se trasladó a su ubicación actual, a 5 km del antiguo asentamiento. 
Senaki fue uno de los centros importantes del motín contra los bolcheviques en 1924, así como el centro del motín militar de Georgia en 1998. La ciudad solía ser una importante base aérea militar durante el período soviético. La Segunda Brigada de Infantería del ejército de Georgia ahora está estacionada en la misma base, que fue renovada después de 2005 para cumplir con los estándares de la OTAN. La ciudad también fue escenario de una batalla durante la guerra de Osetia del Sur de 2008.

## Demografía
La evolución demográfica de Senaki entre 1882 y 2014 fue la siguiente:
| 1248                                            | 5498 | 12 120 | 17 907 | 28 938 | 28 082 | 21 596 |
| (Fuente: Population of Georgia in Soviet times) |      |        |        |        |        |        |

Históricamente, Senaki es conocida como una ciudad claramente mono étnica con una mayoría de georgianos (mingrelianos). Según el censo estatal de 2002, el 98% de la población total era de etnia georgiana. Los datos oficiales más antiguos sobre la población de Senaki provienen del censo de 1897 y cuentan 1248 personas. Las décadas de 1950 y 1970 fueron un período importante para el desarrollo de Senaki que también afectó el crecimiento de la población. Durante la época soviética, muchos judíos vivían en la ciudad. En su mayoría, abandonaron la ciudad a fines de la década de 1970. El censo de 2014 contó 21.596 personas (incluidos los desplazados internos de Abjasia). Hoy, además de georgianos (99,4%), rusos (0,19%), armenios (0,18%), asirios (0,11%) y otros grupos étnicos (0,12%) viven en Senaki. 
|              | 1939      | 1939       | 1959      | 1959       | 2014      | 2014       |
| Grupo étnico | Población | Porcentaje | Población | Porcentaje | Población | Porcentaje |
| ------------ | --------- | ---------- | --------- | ---------- | --------- | ---------- |
| Georgianos   | 10 198    | 84,1%      | 13 971    | 78%        | 21 461    | 99,37%     |
| Rusos        | 1183      | 9,8%       | 2089      | 11,7%      | 40        | 0,19%      |
| Ucranianos   | 1183      | 9,8%       | 326       | 1,8%       | 11        | 0,05%      |
| Armenios     | 132       | 1,1%       | 349       | 1,9%       | 38        | 0,18%      |
| Griegos      | 37        | 0,3%       | 15        | 0,1%       | 38        | 0,7%       |
| Asirios      | 48        | 0,4%       | -         | -          | 23        | 0,11%      |
| Azeríes      | 4         | 0,1%       | 75        | 0,4%       | 8         | 0,04%      |
| Osetios      | 11        | 0,1%       | 5         | 0,1%       | 2         | 0,01%      |
| Abjasios     | -         | -          | -         | -          | 1         | 0,01%      |
| Lom          | -         | -          | -         | -          | 1         | 0,01%      |
| Judíos       | 400       | 3,3%       | 37        | 0,2%       | -         | -          |
| Alemanes     | 14        | 0,1%       | -         | -          | -         | -          |
| Total        | 12 120    | 100%       | 17 907    | 100%       | 21 596    | 100%       |

## Economía
Durante el período soviético solía haber fábricas mecánicas, de alfombras y de producción de ladrillos. Allí se desarrolló el procesado de vino, té y cítricos. Las pequeñas y medianas industrias que funcionan hoy en Senaki incluyen varias fábricas de procesamiento de productos agrícolas (nuez, laurel, té, leche, maíz), producción de madera y asfalto. En junio de 2016, se inició la construcción de una planta productora de cemento estándar Euro 4 cerca de la ciudad. El cemento producido en Senaki apuntará tanto al mercado local como al de exportación.
A una distancia de tres kilómetros de Senaki se encuentra el resort de Menji que, durante la época soviética, fue un famoso balneario balneario y recreativo acuático. En la actualidad, se encuentra severamente dañado y abandonado.

## Infraestructura

### Arquitectura
Uno de los hitos importantes de la ciudad es el teatro Estatal de estilo neobarroco por el arquitecto Vajtang Gogoladze. El teatro es parte del patrimonio cultural georgiano y se rehabilitó en 2018. La ciudad también es famosa por sus calles ordenadas con casas de ladrillo rojo. En las proximidades de la ciudad, en la llamada "colina del Arcángel", se encuentra la iglesia histórica construida por el monje Alex Shushania (apodado Senakeli) en 1908, una de las pocas iglesias que no se cerraron durante la época soviética en Georgia. 
Al norte de la ciudad se encuentran diferentes tipos de lugares de interés espiritual e histórico: el Convento Teklati, la fortaleza Shkhefi y la fortificación Sakalandarishvilo. Cerca de Senaki también se puede encontrar el antiguo sitio arqueológico e histórico de Nokalakevi (Arqueópolis, Tsikhe-Goji). Según las diferentes fuentes (por ejemplo, F. Diobua de Monpereoux) allí se encontraba la mítica ciudad de Colchia "Aia" y luego capital de Lazica, Tsijegoji.

### Transporte
Debido a su ubicación, Senaki es uno de los principales centros económicos y comerciales de la región de Mingrelia-Alta Esvanetia. Senaki es una estación importante de las líneas ferroviarias Tbilisi-Poti y Tbilisi-Zugdidi. También conecta varias carreteras de importancia internacional y nacional, como la autopista S1(que conecta los municipios de Poti, Chjorotsku y Martvili con esta carretera).
Al mismo tiempo, Senaki es el cruce de las líneas ferrocarriles Poti-Tbilisi y Zugdidi-Tbilisi.
En la década de los 90 del siglo pasado funcionaba un aeropuerto civil a 3 km de Senaki, desde donde se operaban vuelos a ciudades tanto nacionales como extranjeras.

### Cultura
Históricamente Senaki fue uno de los importantes centros culturales y educativos de la región de Mingrelia. Dos años después del establecimiento del Teatro Georgiano en 1879, la primera función se llevó a cabo en Senaki. Una de las primeras escuelas nobiliarias de Georgia se abrió en Senaki (actualmente Dzveli Senaki) en 1884. Famosos escritores, académicos y figuras públicas georgianas, incluidos Simón Janashia, Konstantine Gamsajurdia, Arnold Chikobava, Varlam Topuria, Petre Kavtaradze, estudiaron en esta escuela.

## Galería

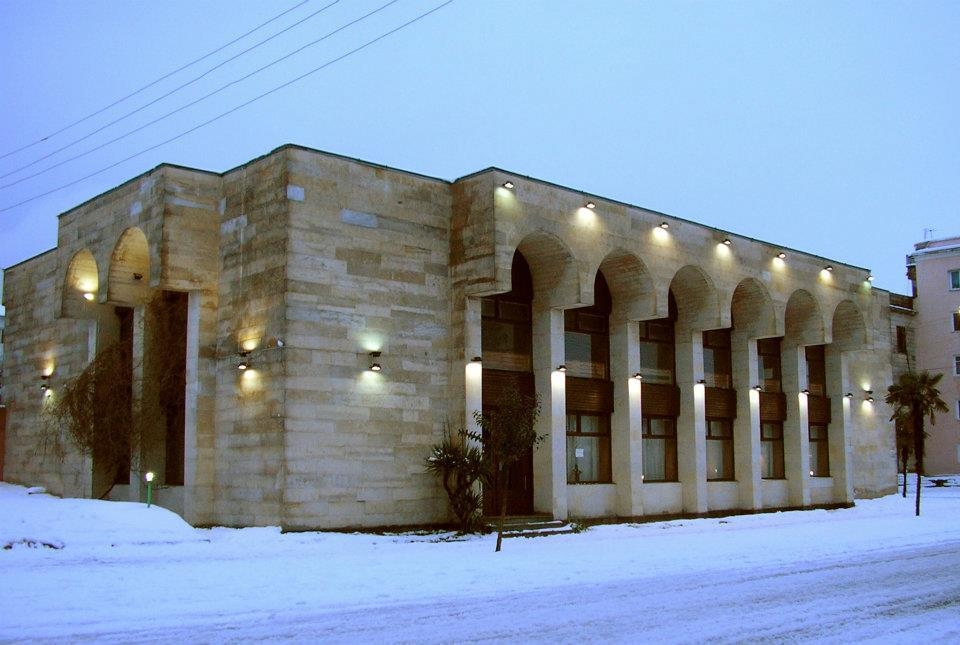
Galería de arte de Senaki
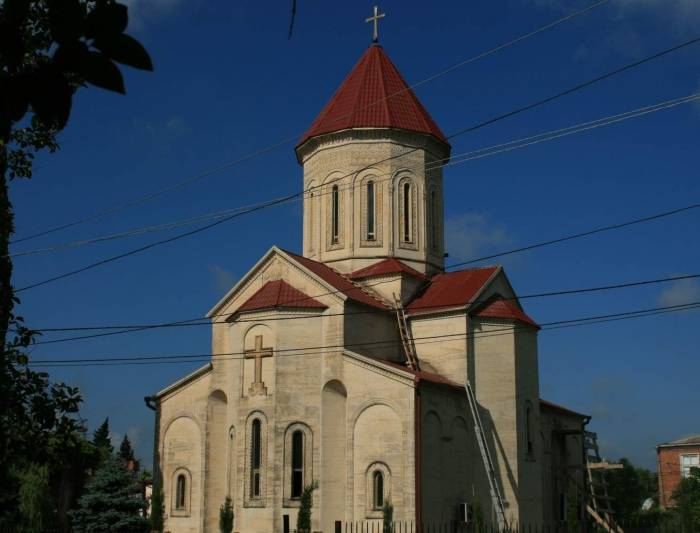
Iglesia central de Senaki
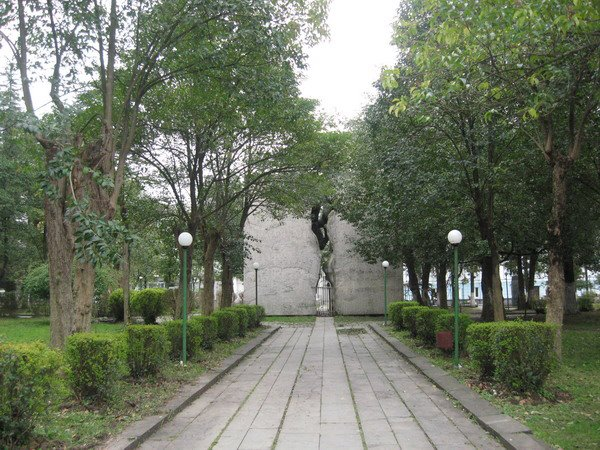
Memorial en Senaki
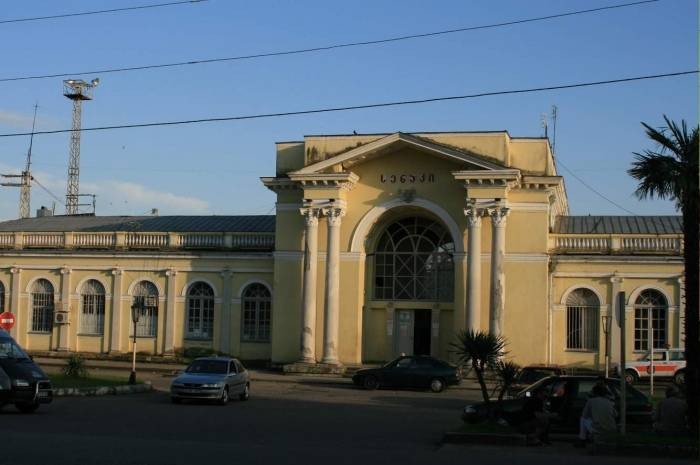
Estación de trenes de Senaki

## Ciudades hermanadas
- Rakvere, Estonia
- Bila Tserkva, Ucrania[13]